# Какая гадость эта ваша заливная рыба!
«Какая гадость эта ваша заливная рыба!» — крылатая фраза из художественного фильма «Ирония судьбы, или С лёгким паром!» режиссёра Эльдара Рязанова. В картине фраза произносится в сцене, когда персонаж Ипполит Георгиевич в исполнении актёра Юрия Яковлева выражает недовольство одним из блюд новогоднего стола, а именно заливной рыбой. Используется в качестве шутливой формы осуждения чего-либо, причём необязательно какого-либо блюда. 
Как отмечает исследовательница П. А. Рожкова (Уральский федеральный университет), за фразой «Какая гадость эта ваша заливная рыба!», как и за многими киноцитатами, «стоит не просто набор слов с определённой семантикой, а описание реалии, явления, которое зачастую бывает непонятно для носителя другого культурного контекста». По мнению Рожковой, в данную фразу заложен не только её буквальный смысл, но и весь контекст ситуации: буквальный смысл заключается в том, что Ипполиту не нравится само блюдо, контекст — в отсутствии у небогатой главной героини возможности достать хорошую рыбу, ей также некогда готовить, так как всё время она проводит на работе, однако новогодний стол должен быть украшен чем-то необычным. В фразе также отражается отношение героя Яковлева к показанной в фильме ситуации: он разочарован, а Новый год испорчен бесповоротно. «Таким образом, одна киноцитата влечёт за собой весь контекст, в котором она приводится в первоисточнике», — резюмирует Рожкова.
По словам Валентины Талызиной, озвучивавшей в фильме Надю Шевелёву и исполнившей в нём одну из эпизодических ролей, заливная рыба, которую в кадре попробовал Яковлев, действительно была невкусной, однако не потому, что она была плохо приготовлена. «Дело в том, что у реквизиторов на съёмках не было холодильника. Эта заливная рыба просто стояла на реквизиторском столе, ждала своего часа. Наверное, когда Юрий Яковлев её попробовал, она была уже немножко протухшей, поэтому он и сымпровизировал, сказав: „Какая гадость эта ваша заливная рыба!“», — вспоминала актриса.